# أوكسي لي شاتو
أوكسي لي شاتو (بالفرنسية: Auxi-le-Château)‏ هي بلدية تقع في إقليم باد كاليه من منطقة نور با دو كاليه في شمال فرنسا. تبلغ مساحة هذه المدينة 27.08 (كم²)، وترتفع عن سطح البحر 34 م، يبلغ عدد سكانها 2920 نسمة حسب إحصاء المعهد الوطني للإحصاء والدراسات الاقتصادية سنة 2009 م. وترأس Henri Dejonghe البلدية خلال فترة (2008-2014).